# Crafty
Crafty är en schackmotor som utvecklats av UAB-professorn Dr. Robert Hyatt. Schackmotorn används bland annat av schackprogrammen Scid och Fritz. Den senaste versionen är 25.2 (oktober 2016).